# Tomates verdes fritos
Tomates verdes fritos (Fried Green Tomatoes) es una película estadounidense de comedia dramática de 1991, basada en la novela homónima de Fannie Flagg de 1987 (Fried Green Tomatoes at the Whistle Stop Cafe). Dirigida por Jon Avnet y escrita por Fannie Flagg y Carol Sobieski, está protagonizada por Kathy Bates, Jessica Tandy, Mary Stuart Masterson y Mary-Louise Parker. La cinta cuenta la historia sobre la amistad (y relación) entre dos mujeres, Ruth e Idgie, durante la época de la Gran Depresión, y la amistad de Evelyn, una ama de casa de mediana edad, y Ninni, una mujer mayor, durante los años 80. La trama principal y paralela a lo anterior concierne la historia del asesinato del marido abusivo y machista de Ruth, Frank, y las acusaciones que le siguen.
Estrenada el 27 de diciembre de 1991, la película recibió, generalmente, críticas positivas de parte de los críticos y recaudó 119 millones de dólares en todo el mundo. Fue candidata a dos Premios Óscar en la ceremonia de 1992: a Mejor actriz de reparto (para Jessica Tandy) y Mejor guion adaptado.

## Argumento
La película comienza con la vida de una mujer llamada Evelyn (Kathy Bates) y su encuentro con una anciana llamada Ninny (Jessica Tandy), que se encuentra viviendo en una residencia de personas mayores.  
Evelyn es una mujer que tiene una gran sensación de inutilidad y que se pasa el día hartándose de dulces para llenar esa apatía. Además, su marido no le presta la mínima atención. A medida que avanza la película, ella se va contagiando de la personalidad luchadora y entusiasta que muestra el personaje de Ninny hasta convertirse en una mujer dispuesta a decir lo que piensa, y a hacerse valer y respetar. Ninny relata a Evelyn, a lo largo de la película, una historia ambientada en los años 30 sobre dos mujeres, Idgie (Mary Stuart Masterson) y Ruth (Mary-Louise Parker), que atraviesan toda clase de obstáculos juntas, apoyándose mutuamente, para conseguir así mirar siempre hacia adelante.

## Reparto
- Kathy Bates: Evelyn Couch.
- Mary Stuart Masterson y Nancy Moore Atchison: Imogene "Idgie" Threadgoode.
- Mary-Louise Parker: Ruth Jamison.
- Jessica Tandy: Ninny Threadgoode.
- Cicely Tyson: Sipsey.
- Chris O'Donnell: Buddy Threadgoode.
- Stan Shaw: Big George.
- Gailard Sartain: Ed Couch.
- Timothy Scott: Smokey Lonesome.
- Gary Basaraba: Grady Kilgore.
- Lois Smith: Mamá Threadgoode.
- Danny Nelson: Papá Threadgoode.
- Jo Harvey Allen: Profesora de la conciencia de la mujer.
- Macon McCalman: Fiscal.
- Richard Riehle: Reverendo Scroggins.
- Raynor Scheine: Curtis Smoot.
- Grace Zabriskie: Eva Bates.
- Reid Binion: Julian de joven.
- Nick Searcy: Frank Bennett.
- Constance Shulman: Missy.

## Premios y candidaturas
La película fue candidata a diversos premios, entre ellos:
| Año  | Premio                                      | Categoría                                    | Personas                    | Resultado  |
| ---- | ------------------------------------------- | -------------------------------------------- | --------------------------- | ---------- |
| 1991 | Premios USC Scripter                        | Mejor adaptación al cine de una obra impresa | Fannie Flagg Carol Sobieski | Ganadoras  |
| 1991 | Premios Writers Guild of America            | Mejor Guion                                  | Fannie Flagg Carol Sobieski | Ganadoras  |
| 1992 | Premios GLAAD Media Awards                  | Película excepcional                         |                             | Ganadora   |
| 1992 | Premios Artios (Casting Society of America) | Mejor casting                                | David Rubin                 | Ganador    |
| 1992 | Premios Artios (Casting Society of America) | Mejor distribución de una película dramática | David Rubin                 | Ganador    |
| 1992 | Premios American Comedy Awards              | Mejor actriz de comedia                      | Kathy Bates                 | Candidata  |
| 1992 | Premios American Comedy Awards              | Mejor actriz secundaria de comedia           | Jessica Tandy               | Candidata  |
| 1992 | Premios Óscar                               | Mejor actriz de reparto                      | Jessica Tandy               | Candidata  |
| 1992 | Premios Óscar                               | Mejor guion adaptado                         | Fannie Flagg Carol Sobieski | Candidatas |
| 1992 | Globos de Oro                               | Mejor película de comedia o musical          |                             | Candidata  |
| 1992 | Globos de Oro                               | Mejor actriz de comedia o musical            | Kathy Bates                 | Candidata  |
| 1992 | Globos de Oro                               | Mejor actriz secundaria                      | Jessica Tandy               | Candidata  |
| 1992 | Premios BAFTA                               | Mejor actriz                                 | Jessica Tandy               | Candidata  |
| 1992 | Premios BAFTA                               | Mejor actriz de reparto                      | Kathy Bates                 | Candidata  |
| 1992 | Premios Guldbagge                           | Mejor película extranjera                    |                             | Candidata  |
| 1993 | Premios Young Artist                        | Mejor actriz menor de 10 años                | Nancy Moore Atchison        | Ganadora   |
| 1993 | Premios BMI                                 | Mejor banda sonora o música de película      | Thomas Newman               | Ganador    |